# Доніфан (округ, Канзас)
Шаблон:StateAbbr_ 39°51′16″ пн. ш. 94°58′18″ зх. д. / 39.854444444444° пн. ш. 94.971666666667° зх. д.
Округ Доніфан (англ. Doniphan County) — округ (графство) у штаті Канзас, США. Ідентифікатор округу 20043.

## Історія
Офіціально утворений 25-го серпня 1855 року і названий на честь полковника А. У. Донифана.

## Демографія
За даними перепису 
2000 року 
загальне населення округу становило 8249 осіб, зокрема міського населення було 1022, а сільського — 7227.
Серед мешканців округу чоловіків було 4096, а жінок — 4153. В окрузі було 3173 домогосподарства, 2184 родин, які мешкали в 3489 будинках.
Середній розмір родини становив 3,03.
Віковий розподіл населення поданий у таблиці:
| Стать    | До 15 років | 15-21 | 22-29 | 30-39 | 40-49 | 50-65 | 65-85 | Понад 85 |
| -------- | ----------- | ----- | ----- | ----- | ----- | ----- | ----- | -------- |
| Чоловіки | 862         | 599   | 343   | 468   | 651   | 613   | 496   | 64       |
| Жінки    | 840         | 514   | 336   | 506   | 580   | 603   | 632   | 142      |

## Суміжні округи
- Голт, Міссурі — північ
- Ендрю, Міссурі — північний схід
- Б'юкенан, Міссурі — південний схід
- Атчісон — південний захід
- Браун — захід
- Річардсон, Небраска — північний захід

## Виноски
1. ↑  U.S. Decennial Census. United States Census Bureau. Архів оригіналу за 26 квітня 2015. Процитовано 24 липня 2014.
2. ↑  Historical Census Browser. University of Virginia Library. Архів оригіналу за 1 вересня 2019. Процитовано 24 липня 2014.
3. ↑  Population of Counties by Decennial Census: 1900 to 1990. United States Census Bureau. Архів оригіналу за 5 червня 2019. Процитовано 24 липня 2014.
4. ↑  Census 2000 PHC-T-4. Ranking Tables for Counties: 1990 and 2000 (PDF). United States Census Bureau. Архів оригіналу (PDF) за 6 вересня 2019. Процитовано 24 липня 2014.
5. ↑  State & County QuickFacts. United States Census Bureau. Архів оригіналу за 6 серпня 2011. Процитовано 24 липня 2014.(англ.) Наведено за англійською вікіпедією.
6. ↑  American FactFinder. Бюро перепису населення США. Архів оригіналу за 21 травня 2008. Процитовано 31 січня 2008.

| США | Це незавершена стаття з географії США. Ви можете допомогти проєкту, виправивши або дописавши її. |